# Acetomeroctol
L'Acetomeroctol è un composto organometallico in cui il mercurio è fortemente mascherato e pertanto la tossicità è bassa. Ha un buon potere disinfettante, che però diminuisce notevolmente in presenza di siero, pus e in generale di sostanze proteiche. Viene usato come antisettico cutaneo, esterno, sotto forma di tintura allo 0,1%, in soluzione al 50% di alcool e 10% di acetone. La natura del veicolo ne sconsiglia l’impiego su mucose e su ferite estese, ma contribuisce d’altra parte ad aumentare l’effetto antisettico.
Si presenta come polvere bianca, insolubile in acqua, solubile in alcool, etere e cloroformio, poco solubile in benzene. Fonde a 155-157 °C.